# Adrian Smith (arkitekt)

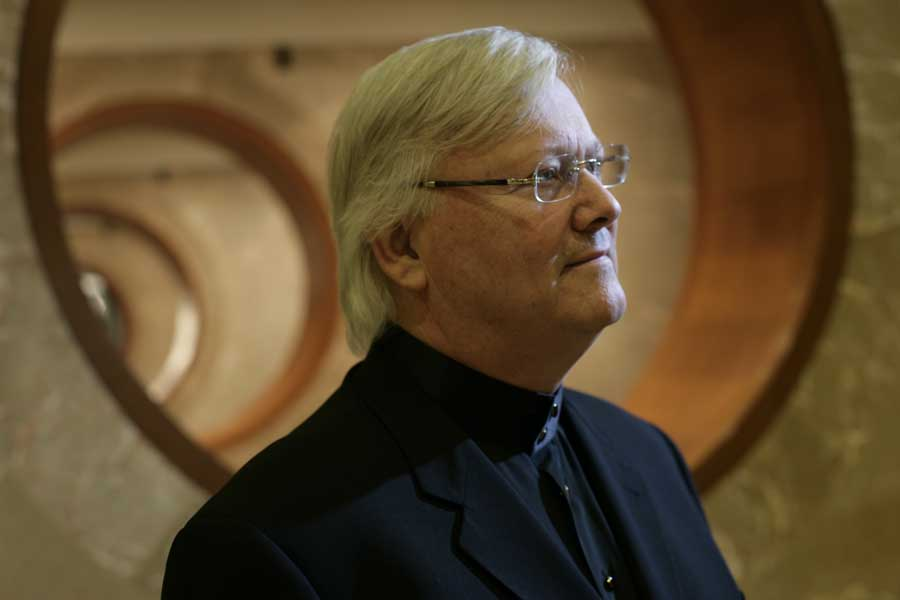
Adrian Smith.

Adrian Smith, född 19 augusti 1944 i Chicago, är en amerikansk arkitekt som bland annat har designat de två höga byggnaderna Burj Khalifa (när han arbetade vid Skidmore, Owings & Merrill) och Jeddah Tower.